# Israeli Public Broadcasting Corporation

Logo der IPBC

Israeli Public Broadcasting Corporation / IPBC (international verwendeter Name für die auf Hebräisch תאגיד השידור הישראלי / Taʾagid ha-Schiddur ha-Jisreʾeli genannte Hörfunk- und Fernsehbehörde) nahm am 15. Mai 2017 unter der Markenbezeichnung Kan (hebräisch כָּאן ‚hier‘) den Sendebetrieb in Nachfolge der Israel Broadcasting Authority / IBA (auf Hebräisch רָשׁוּת הַשִּׁדּוּר / Raschut ha-Schiddur) auf, die von 1965 bis 2017 alle öffentlich-rechtlichen Hörfunk- und Fernsehprogramme des Landes betrieb, bis zuletzt vor allem den Hörfunksender Kol Israel mit mehreren Programmen und den Fernsehsender Arutz Rischon (Channel 1).

## Geschichte

### Israel Broadcasting Authority

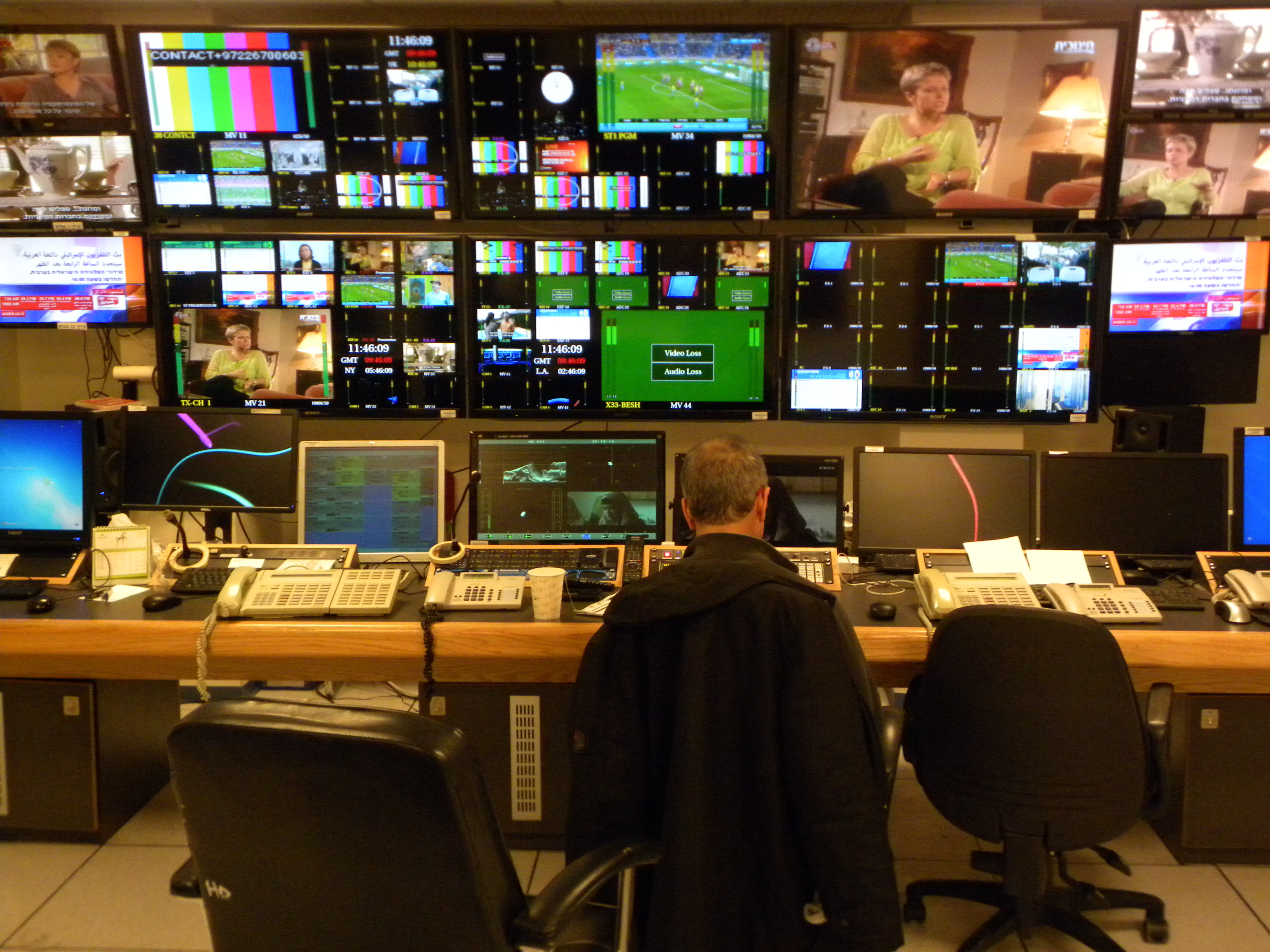
Regieraum des Channel 1 HD im Jahr 2016

Der Ursprung der Sendeanstalt lag im Palestine Broadcasting Service in Jerusalem der britischen Verwaltung des Völkerbundsmandats für Palästina, der seit 1936 über seine Sendeanlage in Ramallah Hörfunkprogramme in drei Sprachen ausstrahlte. Der englische Sendername lautete Jerusalem Calling. Übertragungen in Hebräisch verwendeten den Sendernamen Qol Jeruschalajim (hebräisch קוֹל יְרוּשָׁלַיִם Qōl Jərūschalajim, deutsch ‚Stimme Jerusalems‘) und für arabische Sendungen den Namen Iza'at al Quds (arabisch إذاعة القدس Iḏāʿat al-Quds ‚Radio Jerusalem‘). 
Mit Verlesung der israelischen Unabhängigkeitserklärung am 14. Mai 1948, dem Tag der Staatsgründung Israels, nahm Qol Jisraʾel den Betrieb auf. Zwei Jahre später wurde Qol Jeruschalajim mit Qol Jisraʾel verschmolzen. Ab 1957 war die Sendeanstalt Vollmitglied in der Europäischen Rundfunkunion, woraufhin sich das staatliche Radio der Vereinigten Arabischen Republik, ein Zusammenschluss des heutigen Ägypten und Syrien, von seiner aktiven Mitgliedschaft vorerst zurückzog. 
Ein von der Knesset am 6. Juni 1965 verabschiedetes Gesetz regelte die Tätigkeit des israelischen Rundfunks neu und schuf mit Bildung der Israel Broadcasting Authority (IBA) auch die rechtliche Voraussetzung für die Ausstrahlung von Fernsehsendungen in Israel. Übertragungen in schwarz-weiß wurden ab dem 2. Mai 1968, in Farbe ab dem 13. Januar 1981 genehmigt und vom 23. Februar 1983 an regelmäßig durchgeführt. Gelegentliche Übertragungen in Farbe waren zu besonderen Anlässen schon vorher erfolgt, wie beispielsweise dem Eurovision Song Contest 1979 in Jerusalem. Bis 1990 hatte die Sendeanstalt das Sendemonopol inne. Ab den 1990er Jahren wurde neben der Israel Broadcasting Authority die Second Israeli Broadcasting Authority gebildet; bald waren auch private Rundfunk- und Fernsehsender empfangbar.

### Auflösung der Israel Broadcasting Authority
Im Jahr 2014 wurden Pläne bekannt, die Anstalt durch eine Nachfolgerin mit schlankeren Strukturen zu ersetzen. Weil ihr die IBA zu bürokratisch und teuer erschienen war und in ihren Augen wesentlich mehr Mitarbeiter als notwendig beschäftigte, entschied die Knesset im Jahr 2015 per Gesetz die Auflösung. Insgesamt 2000 Angestellte hatten den Steuerzahler zuletzt umgerechnet mehr als 250 Millionen Euro im Jahr gekostet. Das Radio galt zwar als erfolgreich, beim Fernsehen lagen die Einschaltquoten aber nur noch bei etwa drei Prozent.
Ungeachtet der laufenden Streitigkeiten über Ziele und Ausgestaltung der Reform und in deren Folge zahlreicher Verzögerungen beim Aufbau einer Nachfolgerin, ordnete ein als Konkursverwalter eingesetzter Beauftragter der Regierung am 9. Mai 2017 an, das laufende Fernsehprogramm binnen weniger Stunden einzustellen. Die letzte von der IBA übertragene Sendung war der Eurovision Song Contest 2017. Während der Ausstrahlung kündigte Ofer Nachshon als Sprecher des Senders zur Punktvergabe der israelischen Jury an, dass der Betrieb im Anschluss an diese Übertragung eingestellt werde. Es befand sich nur noch eine Notbesetzung von zwanzig Mitarbeitern im Sender. Journalisten kritisierten die Entscheidung als extrem kurzfristig und vermuteten, die Regierung unter Benjamin Netanjahu wolle sich der kritischen Berichterstattung des Senders entledigen und größere Kontrolle über die Medien verschaffen.

### Israeli Public Broadcasting Corporation
Am 15. Mai 2017 übernahm die IPBC die Aufgaben der IBA. Die IPBC wird aus dem Staatshaushalt finanziert und nicht mehr über Rundfunkgebühren wie die IBA. Eldad Koblenz und Gil Omer wurden bereits 2015 als Vorsitzender bzw. Generaldirektor der Behörde berufen.

## Hörfunksender

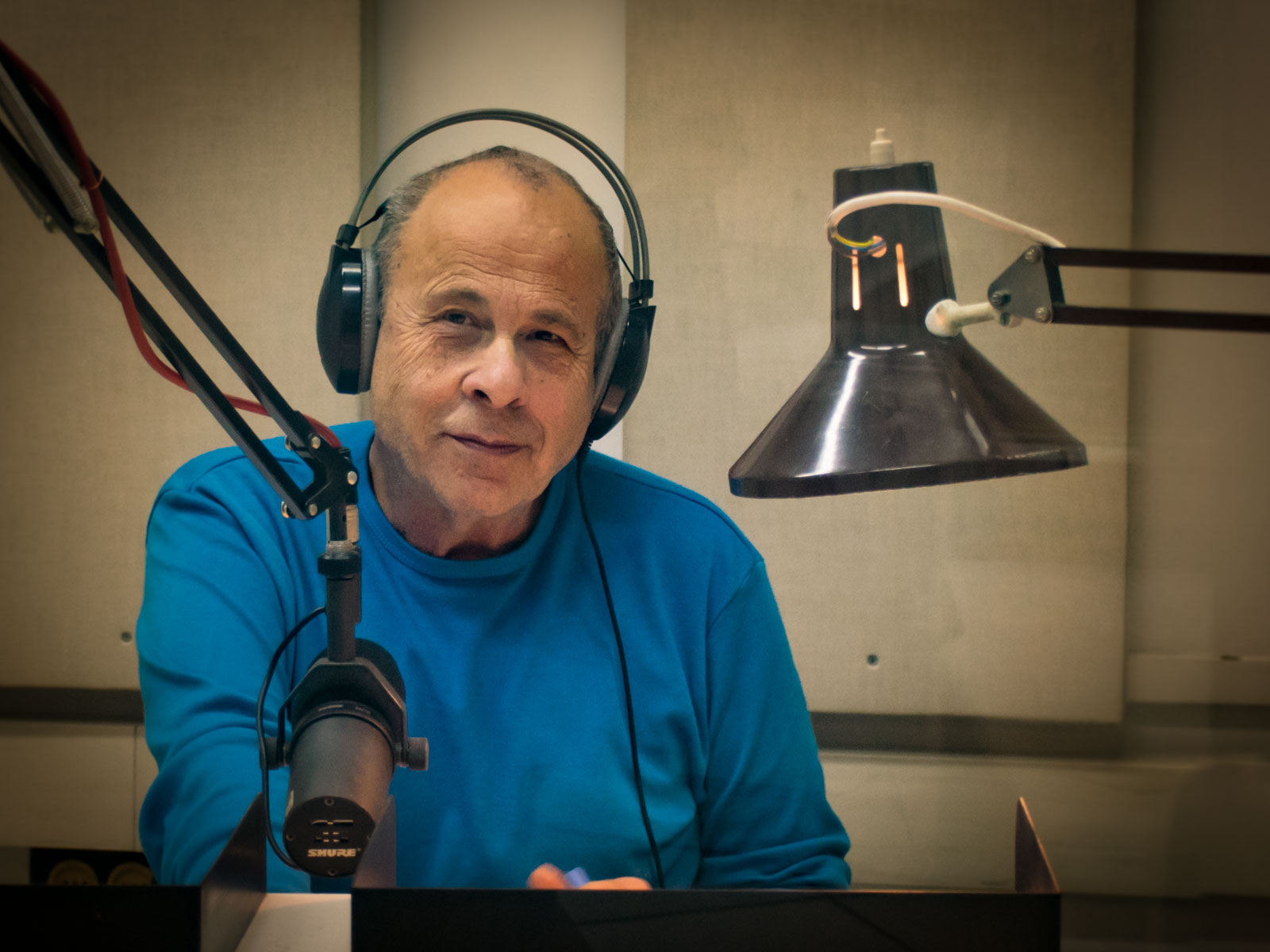
Sprecher Kobi Barkai im ehemaligen Nachrichtenstudio von Qol Jisraʾel

KAN verbreitet acht Hörfunkprogramme, die von Qol Jisraʾel übernommen wurden. Qol Jisraʾel war der gemeinsame Name aller Hörfunkprogramme der Sendeanstalt sowie der Name des Auslandsprogramms Qol Jisraʾel International:
- Kan Tarbut (ehemals Reschet Aleph/Netz A): Wortprogramm, Schulfunk, Programme von Reschet Moreshet (siehe unten).
- Kan Reschet Bet (ehemals Reschet Bet/Netz B): Informationsprogramm im Magazinstil.
- Kan Gimel (ehemals Reschet Gimmel/Netz C): Unterhaltungsprogramm mit Musik aus Israel.
- MaKan (ehemals Reschet Dalet/Netz D): Hörfunk in arabischer Sprache mit arabischer Musik.
- Kan REKA (ehemals Reka/Hintergrund, Akronym für: Radio für die Integration von Einwanderern): Sendet in mehreren Minderheitensprachen, vor allem auf Russisch sowie zwei Stunden täglich auf Amharisch und Persisch, je eine Stunde auf Französisch, Englisch und Spanisch sowie je eine halbe Stunde täglich auf Bucharisch und Georgisch. Vereinzelte Sendungen auch auf Ladino und Jiddisch. Die früheren Sendungen in Moghrabi, Rumänisch und Aramäisch wurden bei der Eröffnung der neuen Rundfunkanstalt Kan eingestellt. Ältere Namen des Programms waren Qol Zijjon la-Gola (Stimme Zions für die Diaspora) und Reschet He (Netz E).
- Kan 88 (ehemals 88 FM): Internationale Unterhaltungsmusik.
- Kan Qol ha-Musika (ehemals Kol ha-Musika/Stimme der Musik): Klassische Musik.
- Kan Moreschet (ehemals Reschet Moreschet/Netz des Erbes): Programme über jüdische Tradition und Religion.

## Fernsehprogramme
- Kan 11 ersetzte Channel 1: Sendet hauptsächlich Nachrichten und Kulturprogramm
- Makan 33 ersetzte ʿArutz 33: Sendet arabischsprachige Nachrichten und Kulturprogramm

### Ehemalige Fernsehprogramme der IBA

Logo des ehemaligen ersten Fernsehprogramms HeʿArutz haRischon

- HeʿArutz ha-Rischon" („Kanal 1“, inoffiziell auch Channel 1 genannt): Bis in die 1990er Jahre das einzige TV-Programm in Israel (HaTelevisja haJisreʾelit): tagsüber Sendungen des Bildungsfernsehens, am frühen Abend Nachrichten und weitere Programme auf Arabisch, mit den 20-Uhr-Nachrichten Beginn des hebräischsprachigen Hauptprogramms; Sendebeginn samstags bereits einige Stunden früher mit einem arabischen Spielfilm, ehe zu Sabbatende (am frühen Samstagabend) wiederum die hebräischen Sendungen einsetzten. Später hebräisches Tagesvollprogramm, neben das nach Aufhebung des Sendemonopols des Staates weitere, in diesem Fall privat finanzierte Sender traten. Der HD-Ableger HeʿArutz haRischon HD war nur über Pay-TV des privaten Kabelfernsehanbieters Hot oder über das Satellitenfernsehangebot Yes verfügbar.
- ʿArutz 33 („Kanal 33“):
Nachrichten und Dokumentationen auf Hebräisch, am Abend vorwiegend arabischsprachige Sendungen.

## Internet
Ab 2000 wurde unter der URL www.iba.org.il ein Internetdienst betrieben, der zuletzt über zahlreiche Dienste wie Nachrichten und abrufbare Fernsehsendungen verfügte.
Seit 15. Mai 2017 wird nur mehr eine Seite auf Hebräisch angezeigt, die die Einstellung der Anstalt bekannt gibt:
- nach 80 Jahren Hörfunk,
- nach 49 Jahren Fernsehen,
- und 17 Jahren Internetangebot.

Auf der Facebook-Seite wurde am 10. Mai ein Trauerparte 1936–2017 als Titelbild eingestellt.